# Newton Williams
Newton Aubrey Williams Richards  (Almirante, Bocas del Toro; 2 de enero de 2001) es un futbolista panameño. Juega en la posición de delantero. Actualmente juega para el Deportivo Saprissa de la Liga Promerica cedido por el Antigua Guatemala Fútbol Club.

## Trayectoria

### Costa del Este FC
El delantero panameño Newton Williams realizó sus inicios en el equipo Costa del Este Fútbol Club, hizo su debut como futbolista profesional el 29 de julio de 2018 en la derrota 0 a 1 contra el Santa Gema FC en el Estadio Rommel Fernández en donde fue titular y jugó hasta el minuto 56. Fue en este equipo donde lo apodaron el nueve de área, y donde se consolidó como una de las piezas más importantes en el equipo. Fue subcampeón del Torneo Apertura 2018 en donde perdieron la final 1 a 2 en los tiempos extras contra el Tauro FC en el Estadio Rommel Fernández en donde no estuvo convocado, en dicho torneo jugó 8 partidos y anotó 1 gol. Salió campeón del Torneo de Copa 2018-2019 en donde le ganaron la final 3 a 4 en las tandas de los penales en donde quedó un marcador de 1 a 1 en los tiempos extras contra el CD Universitario en el Estadio Maracaná de Panamá en donde fue suplente y entró al minuto 68 por Tassio Nascimiento. En el Torneo Clausura 2019 jugó 3 partidos en donde quedaron en la octava posición quedándose a unos pasos de clasificarse a los playoff. Fue subcampeón del Torneo Apertura 2019 en donde perdieron la final 0 a 2 contra el Tauro FC en el Estadio Rommel Fernández en donde fue suplente todo el partido, en dicho torneo jugó 9 partidos y anotó 3 goles.

### FK Spartaks Jūrmala
Llegó al equipo en condición de prueba por un período de 10 días en una gira de amistosos que el equipo sostuvo en Italia durante el mes de noviembre de 2019. Posteriormente regresó a Panamá para disputar las finales con su equipo panameño, con el cual salió subcampeón de liga. El 26 de febrero de 2020 fue anunciada su incorporación al FK Spartaks en calidad de préstamo con opción a compra, sus primeros seis meses los disputó alternando con el equipo filial para su adaptación. No fue hasta el mes de junio de 2020 cuando dio inicio la liga de Letonia, debido al retraso por causa de la pandemia Covid-19. El 15 de junio de 2020 hace su debut con el primer equipo en la liga Virslīga en la victoria de visitante 1-2 contra el FK Metta en el Daugavgrīvas vidusskolas stadions en donde fue titular y jugó hasta el minuto 82. En la Virslīga 2020 jugó 11 partidos y anotó 1 gol en donde quedaron en la sexta posición quedándose a un paso de clasificarse a las competencia Europa.

### SE Palmeiras
Luego de estar a prueba desde el mes de noviembre. El 1 de diciembre de 2020 fue confirmada su cesión con opción a compra como fichaje del club "Alviverde". Al principio, el jugador llegará a reforzar el equipo sub-20, pero como muchos jóvenes de la base han tenido oportunidades recientemente, puede hacer su debut profesional antes de tiempo, debutó con el primer equipo en el Campeonato Paulista el 24 de marzo de 2021 en el empate 1 a 1 contra el Esporte Clube São Bento en el Estadio Raulino de Oliveira en donde fue suplente y entró al minuto 63 por Rafael Elías. Fue subcampeón del Campeonato Paulista 2021 en donde perdieron la final global de 2 a 0 contra el São Paulo en donde no estuvo convocado, en dicho campeonato 4 partidos y anotó 1 gol. El 31 de diciembre de 2021 decidió por mutuo acuerdo rescindir el contrato que mantenía con Palmeiras hasta marzo de 2023.

### 9 de Octubre FC
El 19 de enero de 2022 fue anunciado su cesión al 9 de Octubre Fútbol Club de la Serie A de Ecuador. Debutó con el club el 21 de febrero de 2022 en la derrota 2 a 1 contra el Técnico Universitario en el Estadio Bellavista en donde fue titular y jugó hasta el minutó 77. En la Copa Sudamericana 2022 jugó 6 partidos en donde quedaron eliminados en las fase de grupos en donde quedaron en la última posición del grupo E. en la Serie A de Ecuador 2022 jugó 10 partidos en la primera etapa en donde quedaron en la decimosexta posición.

### Sporting SM
El 24 de enero de 2023 fue anunciado su cesión al Sporting San Miguelito de la Primera División de Panamá. Debutó con el club el 29 de enero de 2023 en la victoria 0 a 2 contra el CD Árabe Unido en el Estadio Armando Dely Valdés en donde fue suplente y entró al minuto 64 por Leslie Heraldez. En el Torneo Apertura 2023 jugó 8 partidos y anotó 1 gol en donde fueron eliminados en las semifinales en donde perdieron en un marcador global de 2 a 4 contra el Tauro FC en jugó en los 2 partidos. En el Torneo Clausura 2023 jugó 1 partido en donde fueron eliminados en las semifinales en donde perdieron en un marcador global de 4 a 3 contra el CA Independiente en donde no estuvo convocado porque fue vendido a un nuevo club.

### Antigua GFC
El 27 de julio de 2023 fue anunciado como nuevo jugador del Antigua Guatemala Fútbol Club de la Liga Nacional de Guatemala. Debutó con el club el 5 de agosto de 2023 en la victoria 0 a 1 contra el Deportivo Mixco en el Estadio Santo Domingo de Guzmán en donde fue suplente y entró al minuto 83 por Dewinder Bradley. En el Torneo Apertura 2023 jugó 11 partidos y anotó 1 gol en donde fueron eliminados en los cuartos de final en un marcador del global de 0 a 2 contra el Deportivo Guastatoya en donde jugó en los 2 partidos. En el Torneo Clausura 2024 jugó 18 partidos y anotó 3 goles en donde fueron eliminados en las semifinales 4 a 2 en las tandas de penales en donde quedó un marcador global de 1 a 1 contra el Deportivo Mixco en donde jugó en los 2 partidos.

### Hapoel Ra'anana AFC
El 20 de junio de 2024 fue anunciado su cesión al Hapoel Ra'anana AFC de la Liga Leumit.

## Selección nacional

### Categorías inferiores
Ha disputado partidos en las categorías inferiores, hizo debut con la Selección de fútbol sub-17 de Panamá un 21 de abril de 2017 en el Campeonato Sub-17 de la Concacaf de 2017, disputado en Ciudad de Panamá, alcanzando con la selección el primer lugar de grupo y la etapa final de clasificación pero quedando eliminados en la misma ante Costa Rica y México, en dicho campeonato jugó 3 partidos.

### Participaciones en selección nacional
| Copa                   | Categoría | Sede   | Resultado                    | Partidos | Goles |
| ---------------------- | --------- | ------ | ---------------------------- | -------- | ----- |
| Campeonato Sub-17 2017 | Sub-17    | Panamá | Etapa Final de Clasificación | 3        | 0     |

## Estadísticas
Actualizado el 5 de mayo de 2024.

### Clubes
| Costa del Este FC · Panamá | 1.ª           | 2018-19       | 11 | 1  | 3 | 0 | - | - | 14 | 1  |
| Costa del Este FC · Panamá | 1.ª           | 2019          | 9  | 3  | 0 | 0 | - | - | 9  | 3  |
| Costa del Este FC · Panamá | Total club    | Total club    | 20 | 4  | 3 | 0 | - | - | 23 | 4  |
| FK Spartaks Jurmala Letonia | 1.ª           | 2020          | 11 | 1  | 0 | 0 | - | - | 11 | 1  |
| FK Spartaks Jurmala Letonia | Total club    | Total club    | 11 | 1  | 0 | 0 | 0 | 0 | 11 | 1  |
| SE Palmeiras · Brasil | 1.ª           | 2021          | 0  | 0  | 4 | 1 | 0 | 0 | 4  | 1  |
| SE Palmeiras · Brasil | Total club    | Total club    | 0  | 0  | 4 | 1 | 0 | 0 | 4  | 1  |
| 9 de Octubre FC · Ecuador | 1.ª           | 2022          | 10 | 0  | 0 | 0 | 6 | 0 | 16 | 0  |
| 9 de Octubre FC · Ecuador | Total club    | Total club    | 10 | 0  | 0 | 0 | 6 | 0 | 16 | 0  |
| Sporting SM · Panamá | 1.ª           | 2023          | 9  | 1  | 0 | 0 | 0 | 0 | 8  | 1  |
| Sporting SM · Panamá | Total club    | Total club    | 9  | 1  | 0 | 0 | 0 | 0 | 9  | 1  |
| Antigua GFC · Guatemala | 1.ª           | 2023-24       | 29 | 4  | 0 | 0 | 0 | 0 | 29 | 4  |
| Antigua GFC · Guatemala | Total club    | Total club    | 29 | 4  | 0 | 0 | 0 | 0 | 29 | 4  |
| Hapoel Ra'anana AFC Israel | 2.ª           | 2024-25       | 0  | 0  | 0 | 0 | 0 | 0 | 0  | 0  |
| Hapoel Ra'anana AFC Israel | Total club    | Total club    | 0  | 0  | 0 | 0 | 0 | 0 | 0  | 0  |
| Total carrera | Total carrera | Total carrera | 79 | 10 | 7 | 1 | 6 | 0 | 92 | 11 |
| (1) Incluidos los datos de la Liga Panameña de Fútbol, Virsliga. (2) Incluidos los datos del Torneo de Copa Panamá y Campeonato Paulista. (3) Incluidos los datos de la Copa Sudamericana. |               |               |    |    |   |   |   |   |    |    |

## Palmarés

### Títulos nacionales
| Título         | Club              | País   | Año  |
| -------------- | ----------------- | ------ | ---- |
| Torneo de Copa | Costa del Este FC | Panamá | 2019 |